# Derbi

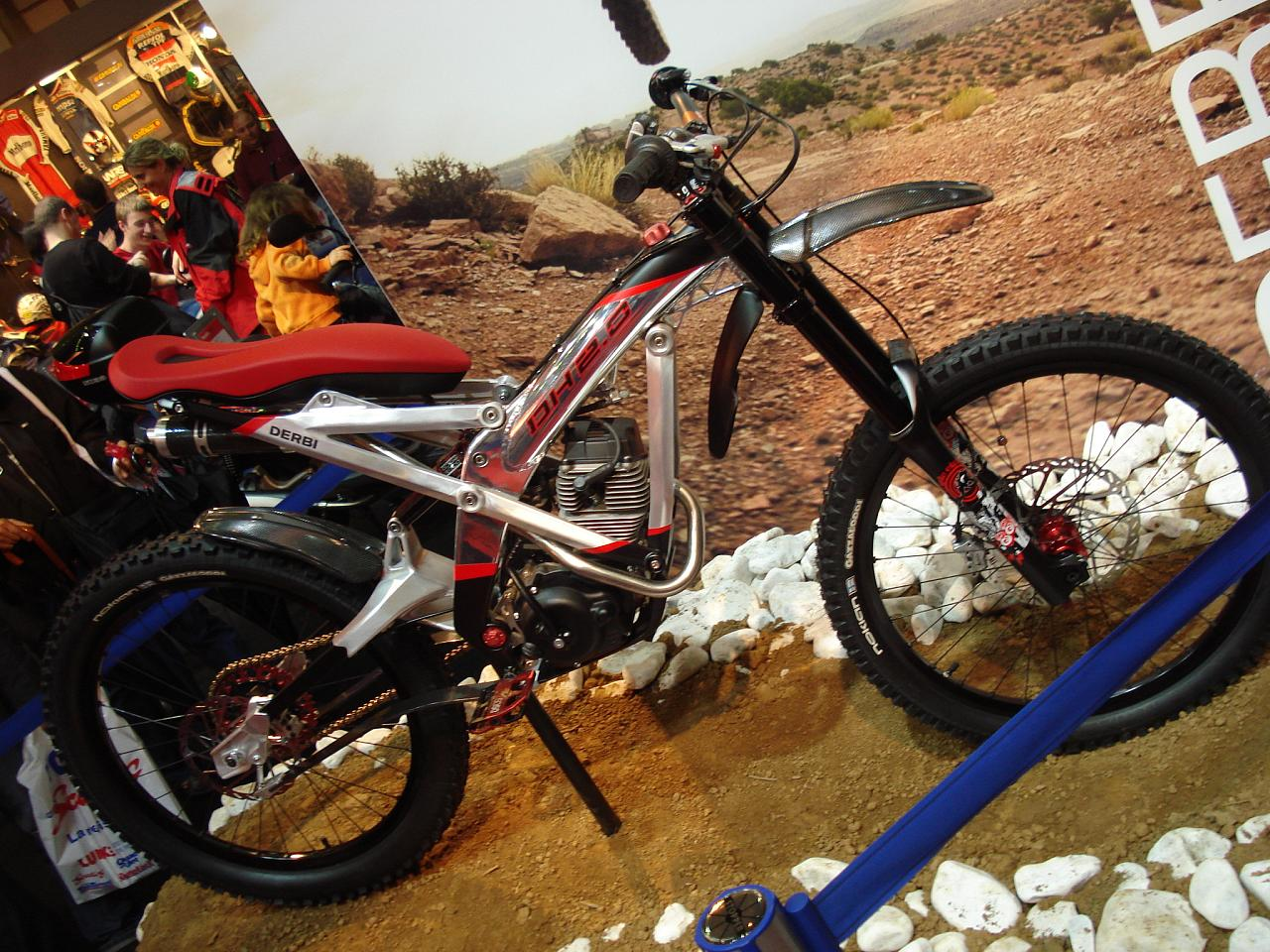
Derbi DH2 trialmotor

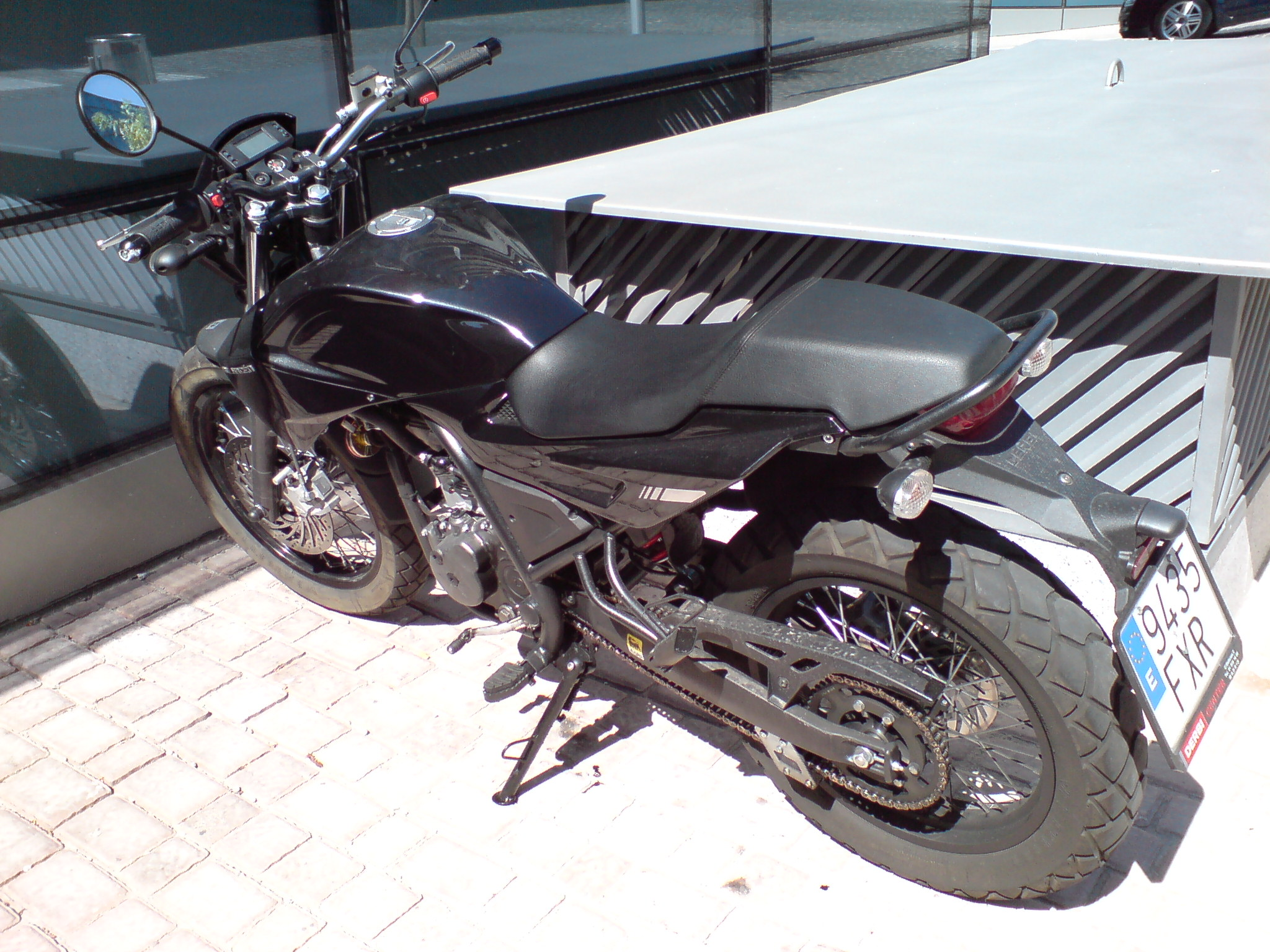
Derbi Mulhacén 125 cc

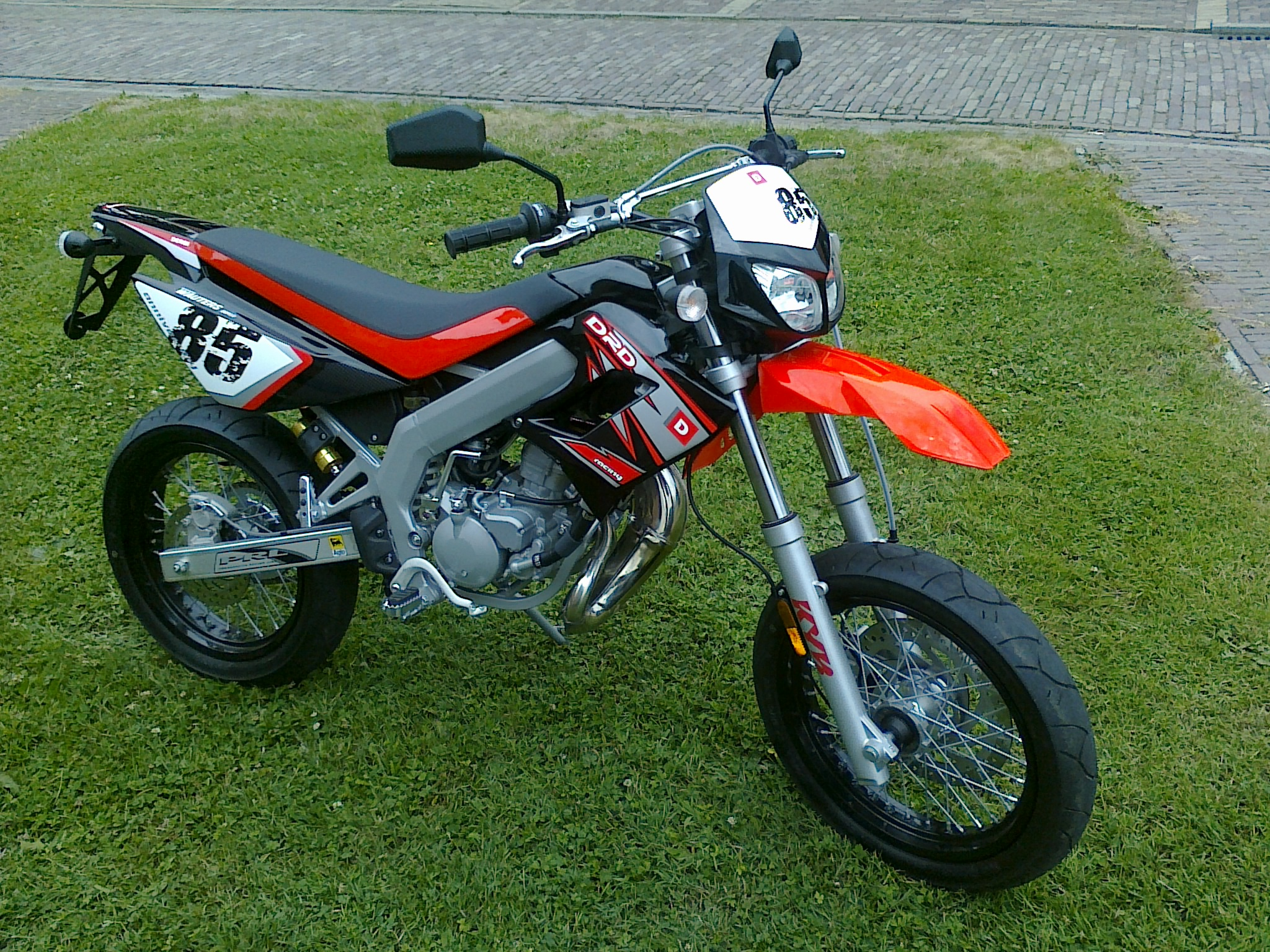
Derbi Senda DRD Racing 50 sm

Derbi is een Spaans merk van motorfietsen.
Bicicletas Rabas, later Nacional Motor S.A, Mollet, Barcelona.
De naam Derbi komt van DERivado de BIcicleta (letterlijk: afgeleid van de fiets). Derbi is een Spaanse fabriek, opgericht in 1922 door Siméon Rabas Singla. In Mollet bij Barcelona repareerde, monteerde, verkocht en verhuurde hij fietsen. Samen met zijn broers ging hij ook frames voor Spaanse motormerken maken.
In 1950 ging men zich volledig op de productie van motorfietsen richten. In november van dat jaar werd de eerste motorfietsen gepresenteerd. Het waren 50cc-modellen die onder de naam SRS (Siméon Rabas Singla) werden verkocht, naar de oprichter van het bedrijf.
Al snel kwamen er modellen met 95, 98 en 250 cc. In 1955 volgde een moderne 350cc-tweecilinder en een 125cc-model. Intussen was de merknaam al veranderd in Derbi. De motoren waren allemaal tweetakten. Dankzij opdrachten van het Spaanse leger kon het bedrijf uitbreiden. Men ging zich vooral op de 50cc-klasse concentreren maar in 1964 kwam er toch weer een 75- en een 125cc-model.
Derbi behaalde veel successen in de lichte wegraceklassen, met name met coureur Angel Nieto. Men wilde ook zeer snelle 50cc-modellen in productie nemen, maar de veranderde Spaanse wetgeving die de maximumsnelheid voor bromfietsen op 40 km/uur stelde stak een spaak in het wiel. Daarom gooide Derbi het roer om en ging lichte motorfietsen en scooters maken. Er kwamen ook crossmotoren en crossbrommers in het programma. In 2001 werd Derbi overgenomen door Piaggio. In 2011 werd na veel commotie, de Derbi Fabriek in Spanje gesloten. De fabriek vertrok naar het thuisland van Piaggio, in Italië.
Inmiddels rijden er aardig wat brommers (en motors) rond van Derbi, waaronder de Senda 50 R (offroad), Senda 50 SM (onroad) en de GPR 50 (onroad). Ook zie je nog weleens de oudere Derbi FDS50, een concurrent van de (populairdere) Honda MT50.
Sinds 2006 heeft Derbi zijn bromfietsen met een nieuw soort motorblok geleverd. Het grootste verschil is dat de koelvloeistof nu ook door het motorblok zelf stroomt in plaats van enkel door de cilinder.

## Recente Derbi-modellen
- Derbi GP1 Hypersport
- Derbi GP1 Racing
- Derbi GP1 Open
- Derbi Senda XRace
- Derbi Senda X-Treme r/sm
- Derbi Senda DRD / DRD Racing en DRD Pro
- Derbi Senda DRD Limited
- Derbi Senda DRD EVO
- Derbi Senda drd racing 2011 model
- Derbi Mulhacen
- Derbi Senda 125 4t / GPR/Nude 125 4t
- Derbi GPR / GPR Nude 50
- Derbi Boulevard 50 2T
- Derbi Senda race edition

Van alle Senda-modellen, op de DRD Evo na, zijn er twee soorten: De Supermotard (all-road) en R (offroad). De Supermotard-modellen zijn voorzien van 17 inch-velgen voor en achter met wegbanden. Op de r-modellen zitten 21 inch voor, en 18 inch achter met noppen banden.
De GP1 Hypersport is een 50cc-scooter, die het motorblok in het midden van het frame heeft zitten in tegenstelling tot de meeste andere scooters, waarbij het motorblok als achterwielophanging dient. Het is een normaal Piaggioblok, alleen de achterwielas is vervangen door een tandwiel, dat op zijn beurt het achterwiel aandrijft. De plaatsing van het motorblok op deze manier is gedaan om een goede gewichtsverdeling te creëren.
De Senda Xrace en Extreme zijn de standaard SM- en R-uitvoeringen met Paioli-vering voor en achter. De Senda DRD, Derbi Racing Development, is in 2003 in productie genomen en is standaard voorzien van een 45mm Marzocchi Magnum-voorvork en een pro-link-achterveersysteem. Ook heeft de DRD 2003, en de DRD Racing LImited Edition als enige dubbele remschijven op het voorwiel. In 2005 is de DRD limited geïntroduceerd en in 2006 de DRD racing en DRD Pro. De DRD Pro is het hoogste en het duurste model wat Derbi maakt. Dit model is voorzien van een geheel ander frame, gemaakt van aluminium en is uitgerust met het Pro-link systeem.
De Derbi DRD Evo is het laagste model wat Derbi maakt. Het is uitgerust met een Paioli up-side-down voorvork en zwarte gietvelgen. Het model wijkt af van de andere modellen, door het lage voorspatbord wat erop gemonteerd zit. De limited edition is geleverd met een aluminium achterbrug terwijl de "normale" uitvoering een stalen achterbrug heeft.
Sinds 2011 doet Derbi ook aan sticker "tuning", de stickers zijn niet meer zo normaal en eentonig als ze eerder waren, maar vanaf 2011 zijn ze uitgebreider en veel kleurrijker. Vooral bij de DRD Pro zijn de stickers veel uitgebreider en ook zijn ze voorzien van sponsorstickers.
Tegenwoordig bestaan er veel vervangingsonderdelen van diverse merken zoals: Doppler, Malossi, Bidalot, MXS, SCR enz. Met de juiste onderdelen en afstelling kan al gauw 14 tot 18 pk uit een 70cc-cilinder bereikt worden, waarmee gesprint wordt bij georganiseerde locaties. Er zijn er meerdere cilinderkits van 80 cc vaak met originele slag, maar ook bigbore-cilinders met een langere slag krukas met ongeveer 90 cc, maar het snelst is een MXS GP2 90cc waar tot wel 32 pk uit te persen is. De grootste cilinder is een 110cc parmakit.
De Derbi Senda 125 is een lichte motorfiets met een 4t 125cc-motorblok. Deze produceert ongeveer 8 kW (11 pk) en is dus geschikt voor een beginnende bestuurder.